# 4. zongoraverseny (Mozart)
Wolfgang Amadeus Mozart 4., G-dúr zongoraversenye a Köchel-jegyzékben a 41. számot viseli.

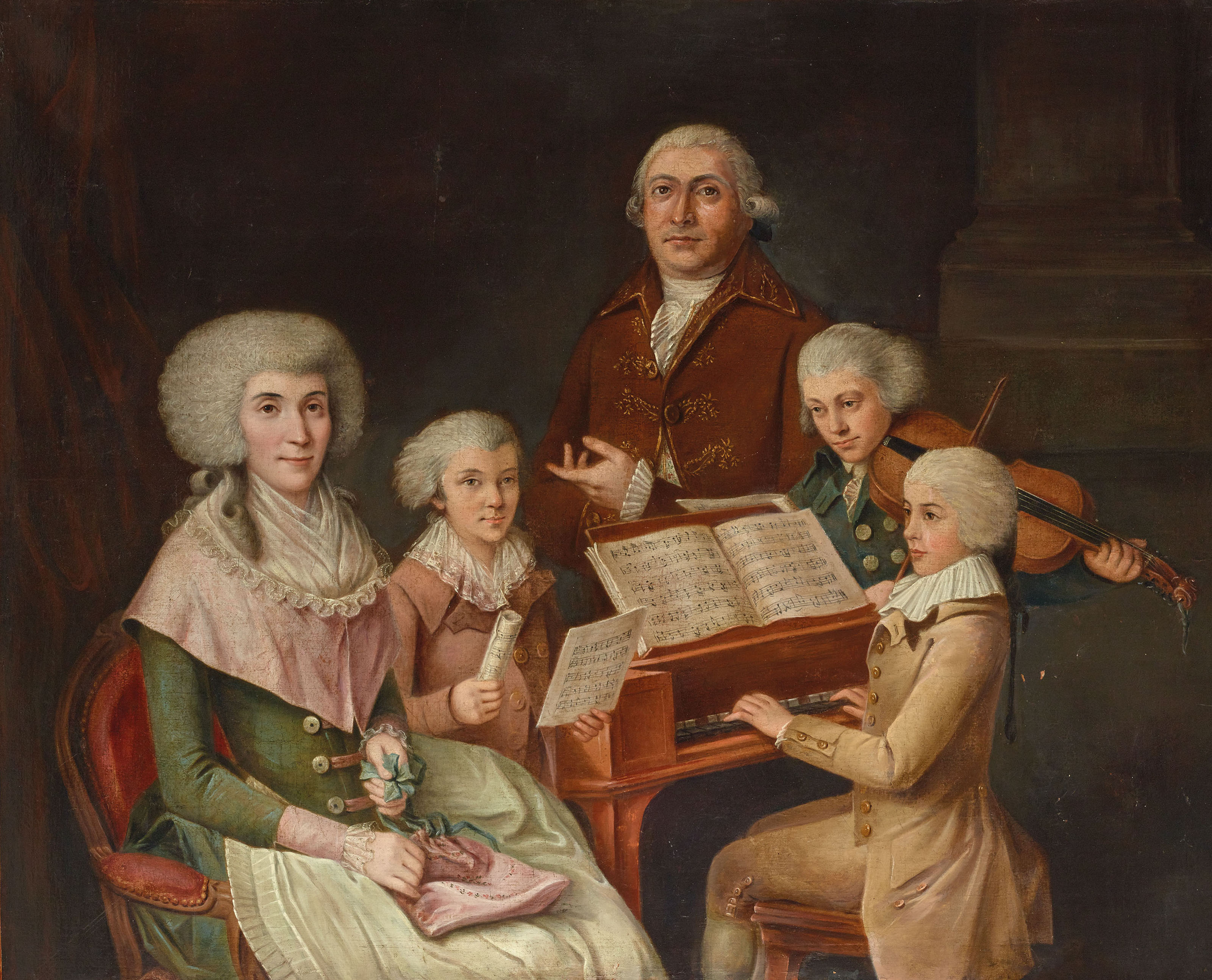
Mozart és Linley

## Keletkezése
1767 júliusában keletkezett. A 11 esztendős Mozart édesapjával Bécsbe készült, és ottani szereplése céljaira négy zongoraversenyt komponált. Ez a mű a négyes sorozat negyedik darabja. Az első négy zongoraversenyről Mozart két jeles életrajzírója, Wyzewa és St. Foix megállapította, hogy azok Raupach, Honauer, Schobert és Eckardt zongoraszonátáinak átiratai.  A darabok a Köchel-jegyzékben 37., 39., 40. és 41. szám alatt szerepelnek.

## Szerkezete-jellemzői
A partitúra szerint a mű vonósokra, zongorára (vagy csembalóra), kürtökre és fuvolára íródott.
Tételei:
1. Allegro
2. Andante, g-mollban
3. Molto Allegro

Az első és a harmadik tétel Leontzi Honauer, a második tétel Hermann Friedrich Raupach művei alapján készült.  
Mozart első négy zongoraversenye közül ez a legérettebb darab, amelynek hangszerelésében már néhol felcsillannak azok a jegyek, melyek annyira jellemzőek Mozartra.

## Ismertség-előadási gyakoriság
Alig ismert, hangversenyen, hanglemezen, vagy elektronikus médiákban nagyon ritkán hallgatható darab. 2006-ban a Mozart-év kapcsán a Magyar Rádió Bartók Rádiójának Mozart összes művét bemutató sorozatában volt hallható.